# Ronny Ostwald
Ronny Ostwald (* 7. April 1974 in Beeskow) ist ein ehemaliger deutscher Sprinter.
Er spielte auf Amateurniveau in seinem Heimatdorf Groß-Rietz Fußball, eine Leistungssportkarriere war bis zu seinem 24. Lebensjahr aber nicht absehbar. Als er bei Polizeimeisterschaften entdeckt wurde, tauchte er 1999 als Sprinter in der deutschen Leichtathletikszene auf. Auf Anhieb war er so schnell, dass er für Staffeleinsätze der Nationalmannschaft in Frage kam. 1999 durfte er aber noch nicht in der Nationalmannschaft antreten, weil er als Newcomer nicht im Kader war und deshalb auch noch nicht routinemäßig für Dopingkontrollen vorgesehen war.
Sein erster Einsatz in der Nationalmannschaft war bei den Halleneuropameisterschaften 2000 in Gent. Hier gelangte er im 200-Meter-Lauf in den Zwischenlauf.
Bei den Europameisterschaften 2002 in München war er Startläufer der deutschen 4-mal-100-Meter-Staffel, die in der Besetzung Ostwald, Marc Blume, Alexander Kosenkow und Christian Schacht den vierten Platz in 38,88 s belegte. Im Jahre 2006 wurde diese Staffel nachträglich mit der Bronzemedaille geehrt, da die britische Staffel wegen des Dopingfalls um Dwain Chambers disqualifiziert wurde.
Bei den Weltmeisterschaften 2003 in Paris/Saint-Denis kam Ostwald mit der deutschen Staffel ins Halbfinale, bei den Olympischen Spielen 2004 in Athen scheiterte Ostwald mit der Staffel im Vorlauf.
Ronny Ostwald wurde 2004 und 2006 Deutscher Meister im 100-Meter-Lauf, 2003 war er Vizemeister über 200 Meter. In der Halle wurde er 2006 Deutscher Meister im Sprint. Bei den Europameisterschaften 2006 in Göteborg belegte er den achten Platz im Finale.
Ronny Ostwald hatte bei einer Größe von 1,80 m ein Wettkampfgewicht von 83 kg. Er war bei der Bundespolizei beschäftigt und startete für den TV Wattenscheid 01 und zwischenzeitlich 2004 und 2005 für den ASV Köln.
2009 riss er sich die Achillessehne und musste seine sportliche Laufbahn beenden. Seitdem ist er als Polizeiobermeister tätig, zunächst mit dem Standort in Berlin und nun in Stendal.

## Persönliche Bestzeiten
- 100 Meter: 10,22 s (2004)
- 200 Meter: 20,77 s (2004)